# Bethelkerk (Leeuwarden, Huizumerlaan)
De Bethelkerk aan de Huizumerlaan is een kerkgebouw van de Christelijke Gereformeerde Kerk in de stad Leeuwarden.

## Geschiedenis
De kerk werd in 1986 gebouwd naar een ontwerp van architectenbureau H.Geels en T.M. Bokhorst. Het kwam te staan op de plaats van het gesloopte gebouw De Rank. Dit gebouw was de in 1967-'68 verbouwde kleuterschool De Karekiet. Het geldt ook als vervanging van de voormalige Bethelkerk aan de Wijbrand de Geeststraat. 
Het kerkgebouw werd op 19 december 1986 in gebruik genomen. Het kerkorgel werd in 1912 gemaakt door orgelbouwer Van Dam voor de kerk aan de Wijbrand de Geeststraat. In 1989 werd het orgel gerestaureerd en overgeplaatst door Bakker & Timmenga.
Kunstenaar Jentsje Popma vervaardigde een gebrandschilderd glas met een afbeelding van een neerstrijkende duif met olijftak tegen een ondergaande zon. Het kerkgebouw kan plaats bieden aan 800 mensen.

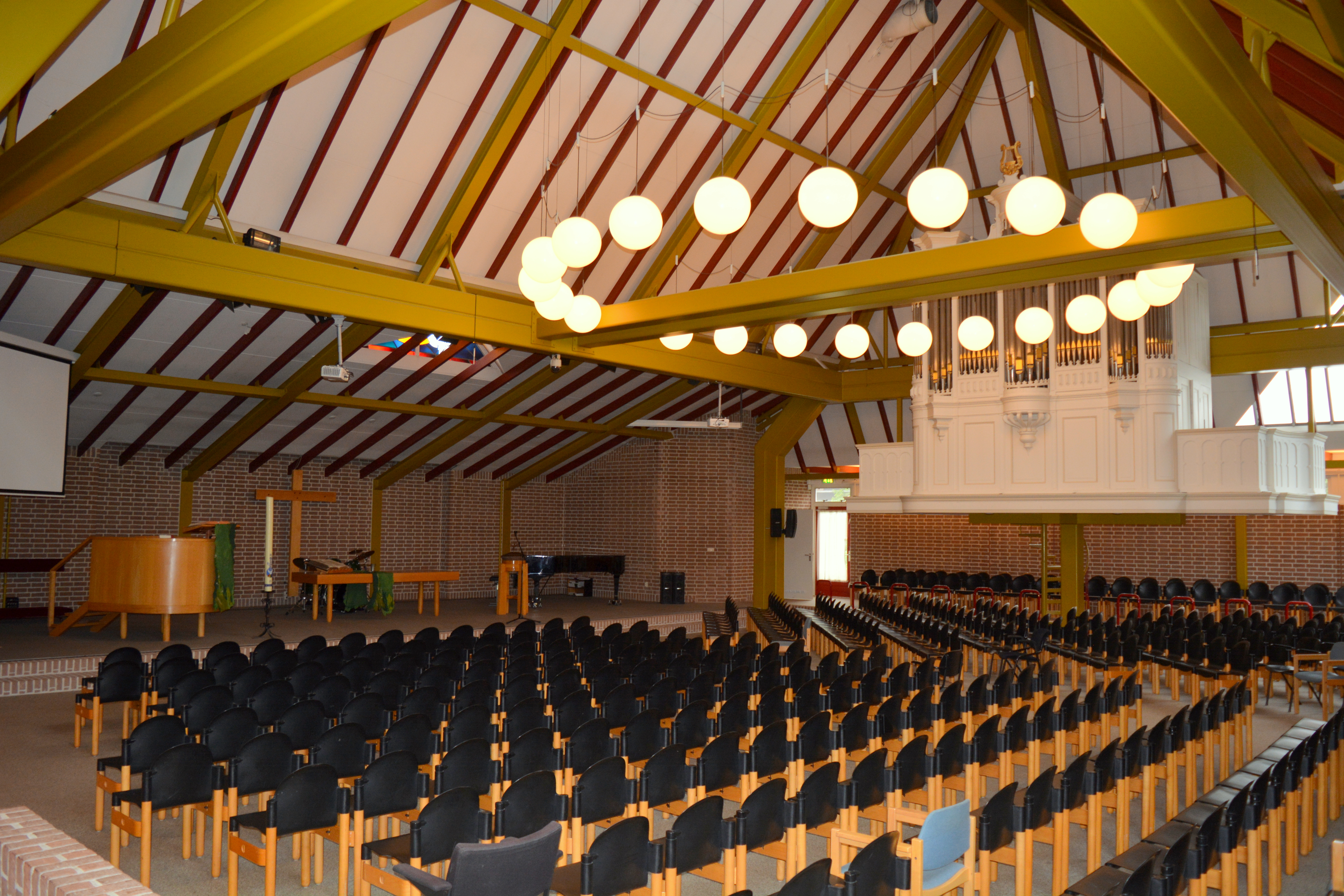
Interieur in 2017
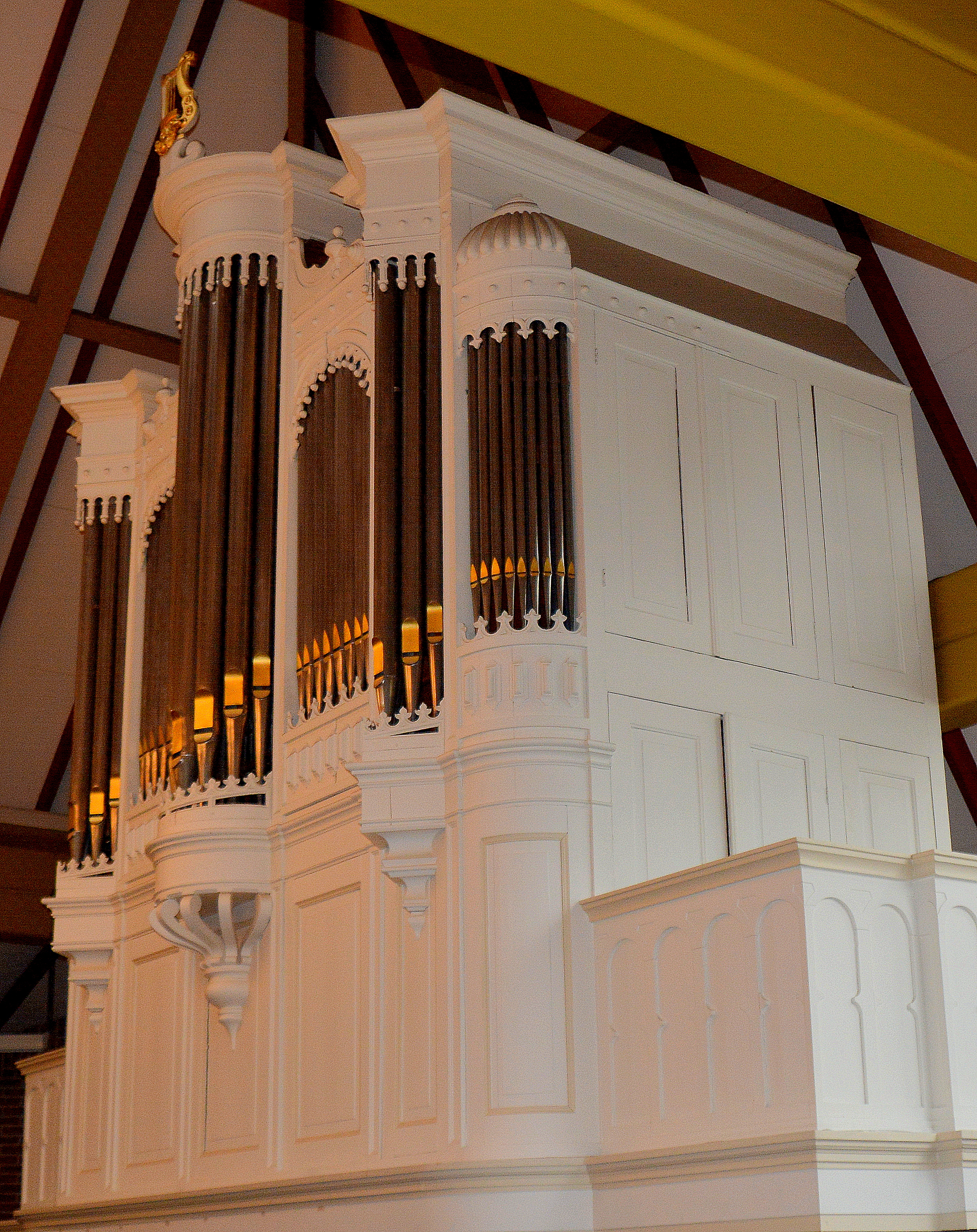
Orgel